# 레오폴트 1세 (오스트리아 변경백)
레오폴트 1세(Leopold I, Luitpold; 경 940 – 994년 7월 10일)는 걸출공(독일어: der Erlauchte)으로도 알려져 있는데 바벤베르크 가문의 일원으로 976년부터 사망할 때까지 오스트리아의 변경백이었다. 그는 1246년 멸망할 때까지 오스트리아 변경백국과 오스트리아 공국을 다스렸던 바벤베르크 왕조의 첫 변경백이었다.

## 생애
레오폴트 1세의 기원은 알려져 있지 않다. 일부 자료에 의하면 그의 아버지 베르톨트(Berthold)는 바이에른 공국의 라티스본(Ratisbon, 현재의 레겐스부르크 ) 북쪽 지역인 노르트가우(Nordgau)의 백작이었다. 최신 이론에 의하면 레오폴트를 바바리아의 아르눌프 공작(Duke Arnulf of Bavaria)의 어린 아들이자 슈바인푸르트의 베르톨트 백작(Count Berthold of Schweinfurt) 형제(또는 조카)로 파악한다. 그의 가계는 여전히 논란의 여지가 있지만 공작 루이트폴딩스(Luitpoldings) 왕조와의 일부 관련 가능성이 있다.

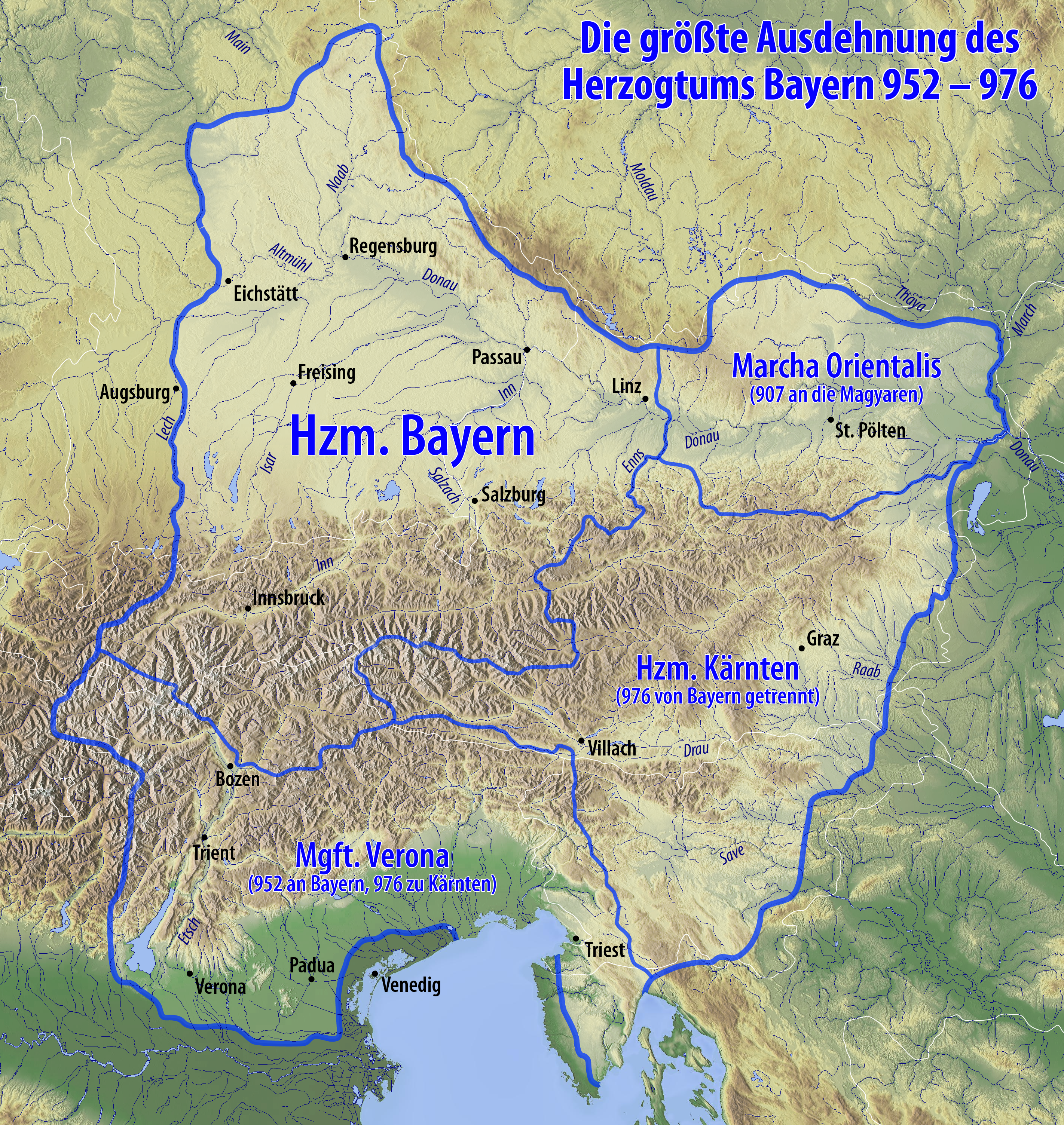
오스트리아, 카린티아, 베로나의 변경백국(March)이 있는 바바리아, 952~976년

레오폴트는 962 년 2월 13일 오토 1세가 발행한 문서에서 라티스본 근처 바이에른 도나우가우 지역의 백작, 트라웅가우 지역의 백작, 그리고 황제의 충실한 추종자인 류포(Liupo)로 처음 언급되었다. 오토 1세는 955년 레히펠트 전투에서 마자르족을 격퇴한 후 정복한 영토에 바이에른 마르카 오리엔탈리스 (Marcha orientalis, 동부 변경백국 )를 재건하여 바바리아의 헨리 2세 공작(Duke Henry II of Bavaria)의 부인 주디스 공작부인(Duchess Judith)의 처남인 부르크하르트 변경백의 지휘 아래 두었다.  부르크하르트가 황제 오토 2세에 대항하는 헨리 2세 공작(Duke Henry II, "the Wrangler")의 봉기에 가담하여 976 년 라티스본 제국 의회에서 해임되었다. 976년 7월 21일자 특허장에 의하면 충성스러운 레오폴트는 후대 오스트리아 대공국의 핵심 영토인 '마르카 오리엔탈리스'의 변경백으로 임명되었다.
동방에서의 재정착은 다뉴브 강 하류의 푀클라른(Pöchlarn) 요새를 중심으로 하는 느린 과정이었다. 레오폴트의 변경백 직위는 원래 현재의 바하우(Wachau)계곡과 일치했으며 동쪽 경계는 크렘스(Kream) 동쪽의 장크트푈텐(Sankt Pölten) 근처의 트라이젠(Traisen) 강이었다. 955년에 패배한 후 마자르족의 위협이 크게 줄어들자 레오폴트는 내부 위협과 불화로부터 자신의 영토를 보호하는 데 집중했다. 984년에 그는, 여전히 이전 변경백의 지지자들에 의해 통제되고 있던 멜크 요새를 축소하는데 참여했다. 멜크 요새가 확보된 후 레오폴트는 거기에 12명의 세속 사제를 위한 수도원을 설립하여 그곳을 자신의 거주지로 사용했을 가능성이 높다. 987년에 이르자 레오폴트는 자신의 변경백 경계를 비너발트 산맥까지 확장하였고 991년에는 복귀한 바바리아의 헨리 2세 공작과 공동으로 자신의 변경백 경계를 더 멀리 피샤(Fischa) 강까지 확장했다.
994년 레오폴드는 뷔르츠부르크로 가서 그의 사촌 슈바인푸르트의 하인리히 변경백과 뷔르츠부르크 주교 베른바르트 폰 로텐부르크 사이의 분쟁을 중재했다. 7월 8일에 열린 토너먼트에서 레오폴트는 그의 사촌을 겨냥한 화살에 눈을 맞았다. 이틀 후인 994년 7월 10일 그는 부상으로 사망했다. 그는 뷔르츠부르크에 묻혔다. 1015년에 그의 아들 슈바비아의 에르네스트 1세 공작(Duke Ernest I of Swabia)가 그의 아버지 옆에 묻혔다. 13세기에 그들의 유해는 멜크 수도원으로 반환되었다.

## 역사 편찬
레오폴트는 재건된 마르카 오리엔탈리스(Marcha orientalis)를 18년 동안 통치했다. 그는 훌륭한 능력으로 그것을 조직하고 확장했으며 "질서 있고 문명화 된 땅"의 성격으로 규정되는 변경백을 남겼다. 연대기 작가 티에트마르(Thietmar)는 자신의 모든 행동이나 합당한 본성에서 레오폴트보다 더 현명한 사람은 없다고 썼다. 아마도 레오폴트의 삶과 명성에 대한 최고의 증거는 황제 오토 3세의 행동에서 나왔을 것인데, 그는 부친인 레오폴트의 변경백에 자신의 아들 헨리 1세를 투입하였다.
그의 후손인 프라이싱의 오토(Otto of Freising)가 쓴 《Babenberger Chronicle》 에서는 레오폴트의 손자인 아달베르트(Adalbert)로 시작할 뿐이어서 레오폴트는 비록 언급되지 않았지만 오늘날 그는 바벤베르크(Babenberg) 왕조의 시조로 알려져 있다. 프라이징의 오토가 10세기 초 바벤베르거(Babenberger) 반란으로 기억되는 프란코니안 바벤베르크(Franconian Babenbergs)의 조상이라는 주장은 입증되지 않았지만 완전히 배제할 수는 없다.
1976년은 레오폴드가 변경백으로 임명된 지 천년이 되는 해로, "오스트리아의 천년"으로 축하되었다. 20년후인 1996년에도 동일한 명칭의 축하 행사가 오스트리아의 옛 독일 이름인 오슈타르리히(Ostarrîchi)를 최초로 언급한 유명한 996년 문서의 기념일에 개최되었다.

## 결혼

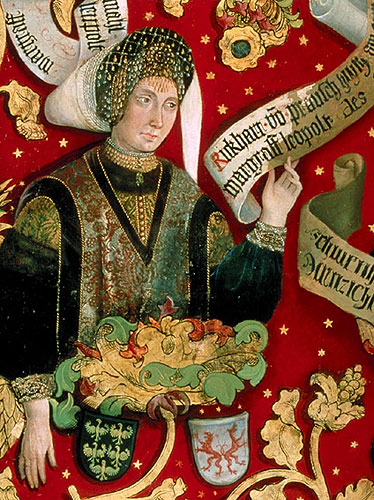
Margravine Richardis, Babenberger Stammbaum

레오폴트는 수알라펠트가우(Sualafeldgau)의 에른스트 4세 백작의(다른 출처에 의하면 에초니드 백작 에른프리트 II세의) 딸인 리하르디스(Richardis)와 결혼했다. 그들의 결혼 생활은 여덟 자녀를 낳았다.
1. 하인리히 1세 (1018년 사망), 오스트리아의 2대 변경백[13]
2. 주디스
3. 에른스트 1세 (1015년 사망), 슈바벤 공작 [13]
4. 아달베르트 (985–1055), 오스트리아의 3대 변경백 [13]
5. 포포 (986–1047), 트리어 대주교 [13]
6. 쿠니군다
7. 헴마, 디센의 라포토 백작과 결혼
8. 트리어의 수녀 크리스티나